# CyberLink
CyberLink — тайваньская компания по разработке мультимедийного программного обеспечения. Штаб-квартира находится в Тайбэй, Тайвань. Имеет офисы в Фримонте (США), Токио (Япония) и в Нидерландах. Основными продуктами CyberLink являются PowerDVD (медиаплеер), PowerDirector (Видеоредактор) и Media Suite (медиацентр).